# Duc de Marmier
Duc de Marmier est un titre français. Il est créé en 1839 quand le rang, titre et qualité de Claude-Antoine-Gabriel, duc de Choiseul est transmis (par lettres patentes du 30 mars 1839, après autorisation par ordonnance royale du 15 mai 1818) à son gendre Philippe-Gabriel, comte, marquis puis 1er duc de Marmier.
Ont porté ce titre :
- Philippe-Gabriel de Marmier, 1er duc de Marmier
- Alfred de Marmier, 2e duc de Marmier, son fils
- Raynald Hugues Emmanuel Philippe Alexis de Marmier (1834-1917), 3e duc de Marmier, son fils
- Étienne Jean François de Marmier (1876-1947), 4e duc de Marmier, son fils